# 아우프바우 오스트 (1940년)
아우프바우 오스트(독일어: Buildup in the East, 영어: Aufbau Ost)는 나치 독일의 바르바로사 작전 시작 전의 작전 코드명이면서 이후 동부 전선의 형성으로 이루어진다.
1940년 8월 8일, 히틀러는 발터 바를리몬트의 본부장 보좌 알프레트 요들에게 소련군 공격을 위한 동부군의 위치를 결정하라는 명령을 내렸다. 이 지시 후에, 다음 날 빌헬름 카이텔이 체결했다. 동부 독일에서의 영국 항공 공격으로 인해 이 새로운 군의 준비를 위해 동부 지역을 사용하는데 필요하다고 언급했다. 이 지시들을 내리며, 프리츠 토트가 동부에서의 기술적 준비를 하면서 전쟁 준비를 시작했다. 한편, 서부 유럽과 소련과의 궤간을 조정하기도 했다.

## 주해
1. ↑  “WWII Glossary”. 2007년 10월 12일에 원본 문서에서 보존된 문서. 2007년 10월 16일에 확인함.
2. 1 2  Anfilov, Viktor (1974). 《Proval blitskriga》. Moscow: Nauka.